# 里金斯 (愛達荷州)
里金斯（英語：Riggins）是一個位於美國愛達荷州愛達荷縣的城市。

## 地理
里金斯的座標為46°25′20″N 116°18′57″W / 46.42222°N 116.31583°W，而該地的平均海拔高度為555米（即1821英尺）。

## 人口
根據2010年美國人口普查的數據，里金斯的面積為1.15平方千米，當中陸地面積為1.03平方千米，而水域面積為0.12平方千米。當地共有人口419人，而人口密度為每平方千米364.35人。